# Hidakaea tumidula
Hidakaea tumidula är en svampart som beskrevs av I. Hino & Katum. 1955. Hidakaea tumidula ingår i släktet Hidakaea och familjen Microthyriaceae.   Inga underarter finns listade i Catalogue of Life.